# Asthenocormus
Asthenocormus is een geslacht van uitgestorven pachycormiforme straalvinnige beenvissen. Van een lid van de tandeloze suspensievoedende clade binnen de Pachycormiformes zijn fossielen gevonden in de plattenkalk uit het Laat-Jura van Beieren, Duitsland.
De geslachtsnaam betekent 'smalle romp'.
Asthenocormus werd ruim twee meter lang en had geen tanden in de onderkaken. Hij filterde voedsel uit het water met zijn kieuwen.